# The E.N.D. World Tour
The E.N.D. World Tour foi a quarta turnê do grupo estadunidense de hip hop Black Eyed Peas que começou a partir de Setembro de 2009, em suporte ao quinto álbum de estúdio do grupo, o The E.N.D. A turnê percorreu a América do Norte, América do Sul, Europa e Ásia. The E.N.D World Tour foi patrocinada pela BlackBerry®, Bacardi® e Avon®.

## Sobre a turnê
A turnê começou no Japão em 15 de Setembro de 2009, e terminaram dia 13 de Novembro de 2010 em Peru. Black Eyed Peas foi para a América do Norte, Europa, América do Sul Austrália e Nova Zelândia.e mais cidades da Ásia e. A turnê foi a maior do grupo em termos de produção, pois abusa de alta tecnologia, contanto com vários telões (incluindo 4 telões móveis no alto do palco), 5 elevadores no palco principal, uma plataforma que se transforma em uma mesa de Dj no fim da passarela, trocas de figurinos, bailarinos, backdrops e tudo mais que uma turnê super produzida tem direito. B. Arkelund, mais conhecida por fazer os figurinos extravagantes de Lady GaGa, fez os figurinos usados pelos Peas na turnê em 2009 e 2010.

## Shows de abertura
- LMFAO (Oceania e América do Norte)
- Ludacris (América do Norte)
- Pitbull (Las Vegas)
- David Guetta (Europa, Washington, Nova York e São Paulo)
- Cheryl Cole (Europa)
- Slash (Chicago)
- Prototype (Los Angeles, Glendale, San Jose, San Diego, Sacramento)
- Jason Derülo (Canadá)
- T-Pain (Estados Unidos 2ª parte)
- B.o.B (Estados Unidos 2ª parte)
- Florence + the Machine (T in the Park)
- K'naan (Quebec)
- Faithless (Atenas)
- Poetnamelife, DJ Ammo, Dante Santiago (Europa)
- Tomate (Belo Horizonte)
- Yolanda Be Cool (Argentina)
- Toni Garrido (Rio de Janeiro)
- Timbalada (Salvador)

## Setlist
'
- Video Interlude: Mr. Boom
  - Let's Get It Started
  - Rock That Body
  - Meet Me Halfway
  - Alive / Don't Phunk With My Heart
- Rap Interlude: Will.I.Am Freestyle
  - Shut Up
  - Imma Be
  - My Humps
  - Missing You
- Video Interlude: The Philipino Intro
  - Bebot (contém elementos de "Destination Calabria" e "I Know You Want Me)
  - Mare
- Video Interlude: The Mexican Intro
  - Rocking To The Beat.
- Video Interlude: The Dutchess Intro
  - Fergalicious
  - Glamorous
  - Big Girls Don't Cry
- Ring-A-Ling (alguns shows)
- Video Interlude: The Zuper Blahq Intro
  - In The Ayer
  - Put Your Hands Up 4 Detroit
  - American Boy
  - Don't Stop 'til You Get Enough
  - Don't Stop the Music
  - Wanna Be Startin' Somethin'
  - White Lines
  - Thriller
  - Jump Around
  - Otherside
  - Smells Like Teen Spirit
  - Don't Stop Believin'
  - Right Round
- Video Interlude: I Am In The House
  - Now Generation
  - Pump It
  - Where is the Love?
  - Boom Boom Pow
- Band Interlude 
  - Showdown & Party All The Time & Outta My Head
  - I Gotta Feeling

'
- Video Interlude: Mr. Boom
  - Let's Get It Started
  - Rock That Body
  - Meet Me Halfway
  - Alive / Don't Phunk With My Heart
- Rap Interlude: Will.I.Am Freestyle
  - Shut Up (retirada após alguns shows)
  - Imma Be
  - My Humps
  - Missing You
- Video Introduction: The Philipino Intro
  - Bebot (contém elementos de "Destination Calabria" e "I Know You Want Me)
  - Mare
- Video Introduction: The Mexican Intro
  - Rocking To The Beat.
- Video Introduction: The Dutchess Intro
  - Fergalicious
  - Glamorous
  - Big Girls Don't Cry
- Video Introduction: The Zuper Blahq Intro
  - In the Ayer
  - Put Your Hands Up 4 Detroit
  - American Boy
  - Don't Stop 'til You Get Enough
  - Don't Stop the Music
  - Wanna Be Startin' Somethin'
  - White Lines (Don't Don't Do It)
  - Thriller
  - Jump Around
  - Otherside
  - Smells Like Teen Spirit
  - Don't Stop Believin'
  - Right Round
- Video Interlude: I Am In The House
  - Now Generation
  - Pump It
  - Where is the Love?
- Band Introduction: Medley Showdown & Party All The
  - Boom Boom Pow
  - I Gotta Feeling
- Após alguns shows na América do Norte, Outta My Head foi definitivamente cortada da setlist, portanto, Showdown e Party All the Time formam um remix que serve de intro para Boom Boom Pow.

'
- Video Interlude: Mr. Boom
  - Let's Get It Started
  - Rock That Body
  - Meet Me Halfway
  - Alive / Don't Phunk With My Heart
- Rap Interlude: Will.I.Am Freestyle
  - Shut Up (retirada após alguns shows)
  - Imma Be
  - My Humps
  - Missing You
- Video Introduction: The Philipino Intro
  - Bebot (contém elementos de "Destination Calabria" e "I Know You Want Me)
  - Mare
- Video Introduction: The Mexican Intro
  - Rocking To The Beat.
- Video Introduction: The Dutchess Intro
  - Fergalicious
  - Glamorous
  - Big Girls Don't Cry
- Video Introduction: The Zuper Blahq Intro
  - Heartbreaker
  - OMG
  - In The Ayer
  - Put Your Hands Up 4 Detroit
  - American Boy
  - Don't Stop 'til You Get Enough
  - Thriller
  - Jump Around
  - Smells Like Teen Spirit
  - Sweet Dreams
- Video Interlude: I Am In The House
  - Pump It,
  - Don't Lie
  - Shut Up
  - Where is the Love?
- Band Introduction: Medley Showdown & Party All The
  - Boom Boom Pow
  - I Gotta Feeling(termina com Fergie cantando trechos de With Or Without You, do U2)

'
- Band Introduction: Medley Showdown & Party All The
  - Let's Get It Started
  - Rock That Body
  - Meet Me Halfway
  - Imma Be
- The Dutchess Intro
  - Fergalicious
  - Big Girls Don't Cry
- Video Interlude: I Am In The House
  - Pump It
  - Don't Lie
  - Shut Up
  - Where is the Love?

- Will.I.Am DJ Set
  - Heartbreaker
  - OMG
  - In The Ayer
  - Put Your Hands Up 4 Detroit
  - American Boy
  - Don't Stop 'til You Get Enough
  - Thriller
  - Jump Around
  - Smells Like Teen Spirit
  - Sweet Dreams
  - Around The World

Encore
- - Boom Boom Pow
  - I Gotta Feeling

'
- Video Interlude: Mr. Boom
  - Let's Get It Started
  - Rock That Body
  - Meet Me Halfway
  - Alive / Don't Phunk With My Heart
- Rap Interlude: Will.I.Am Freestyle
  - Imma Be
  - My Humps
  - Hey Mama
  - Mas Que Nada
  - Missing You
- Video Introduction: The Philipino Intro
  - Bebot (contém elementos de "Destination Calabria" e "I Know You Want Me")
  - Mare
- Video Introduction: The Mexican Intro
  - Rockin To The Beat
  - La Paga
- Video Introduction: The Dutchess Intro
  - Fergalicious
  - Glamorous
  - Big Girls Don't Cry
- Video Introduction: I am robot

DJ Set: 
- - OMG
  - Put Your Hands Up 4 Detroit
  - Don't Stop 'til You Get Enough
  - Thriller
  - Sweet Dreams
  - The Time (The Dirty Bit)
- Video Interlude: I Am In The House
  - Pump It
  - Don't Lie
  - Shut Up
  - Where is the Love?
- Band Introduction: Medley Showdown & Party All The
  - Boom Boom Pow
  - I Gotta Feeling

## Datas

### Ásia
| Data                  | Cidade           | País             | Local                                    |
| --------------------- | ---------------- | ---------------- | ---------------------------------------- |
| Ásia                  |                  |                  |                                          |
| 15 de setembro, 2009  | Hamamatsu        | Japão            | Hamamatsu Arena                          |
| 18 de setembro, 2009  | Nagoya           | Japão            | Nippon Gaishi Hall                       |
| 19 de setembro, 2009  | Chiba            | Japão            | Makuhari Messe                           |
| 21 de setembro, 2009  | Osaka            | Japão            | Osaka-jo Hall                            |
| 22 de setembro, 2009  | Kobe             | Japão            | Kobe World Memorial Hall                 |
| 23 de setembro, 2009  | Saitama          | Japão            | Saitama Super Arena                      |
| Oceania               |                  |                  |                                          |
| 1 de outubro, 2009    | Brisbane         | Austrália        | Brisbane Entertainment Centre            |
| 2 de outubro, 2009    | Sydney           | Austrália        | Acer Arena                               |
| 3 de outubro, 2009    | Sydney           | Austrália        | Acer Arena                               |
| 5 de outubro, 2009    | Adelaide         | Austrália        | Adelaide Entertainment Centre            |
| 6 de outubro, 2009    | Melbourne        | Austrália        | Rod Laver Arena                          |
| 7 de outubro, 2009    | Melbourne        | Austrália        | Rod Laver Arena                          |
| 10 de outubro, 2009   | Perth            | Austrália        | Burswood Dome                            |
| 13 de outubro, 2009   | Auckland         | Nova Zelandia    | Vector Arena                             |
| América do Norte      |                  |                  |                                          |
| 29 de dezembro, 2009  | Las Vegas        | Estados Unidos   | Mandalay Bay Events Center               |
| 30 de dezembro, 2009  | Las Vegas        | Estados Unidos   | Mandalay Bay Events Center               |
| 4 de fevereiro, 2010  | Atlanta          | Estados Unidos   | Philips Arena                            |
| 6 de fevereiro, 2010  | Miami            | Estados Unidos   | American Airlines Arena                  |
| 9 de fevereiro, 2010  | Jacksonville     | Estados Unidos   | Jacksonville Veterans Memorial Arena     |
| 10 de fevereiro, 2010 | Tampa            | Estados Unidos   | St. Pete Times Forum                     |
| 12 de fevereiro, 2010 | Nashville        | Estados Unidos   | Sommet Center                            |
| 13 de fevereiro, 2010 | Birmingham       | Estados Unidos   | BJCC Arena                               |
| 16 de fevereiro, 2010 | Columbus         | Estados Unidos   | Schottenstein Center                     |
| 17 de fevereiro, 2010 | Lexington        | Estados Unidos   | Rupp Arena                               |
| 19 de fevereiro, 2010 | Raleigh          | Estados Unidos   | RBC Center                               |
| 20 de fevereiro, 2010 | Charlotte        | Estados Unidos   | Time Warner Cable Arena                  |
| 22 de fevereiro, 2010 | Hampton          | Estados Unidos   | Hampton Coliseum                         |
| 23 de fevereiro, 2010 | Washington, D.C. | Estados Unidos   | Verizon Center                           |
| 24 de fevereiro, 2010 | Nova York        | Estados Unidos   | Madison Square Garden                    |
| 26 de fevereiro, 2010 | Boston           | Estados Unidos   | TD Garden                                |
| 27 de fevereiro, 2010 | Uncasville       | Estados Unidos   | Mohegan Sun Arena                        |
| 1 de março, 2010      | Uniondale        | Estados Unidos   | Nassau Coliseum                          |
| 3 de março, 2010      | Filadélfia       | Estados Unidos   | Wachovia Center                          |
| 4 de março, 2010      | Pittsburgh       | Estados Unidos   | Mellon Arena                             |
| 9 de março, 2010      | Auburn Hills     | Estados Unidos   | The Palace of Auburn Hills               |
| 10 de março, 2010     | New York City    | Estados Unidos   | Free Show (3D)                           |
| 11 de março, 2010     | Milwaukee        | Estados Unidos   | Bradley Center                           |
| 13 de março, 2010     | Chicago          | Estados Unidos   | United Center                            |
| 18 de março, 2010     | Houston          | Estados Unidos   | Reliant Stadium[A]                       |
| 19 de março, 2010     | Dallas           | Estados Unidos   | American Airlines Center                 |
| 20 de março, 2010     | Tulsa            | Estados Unidos   | BOK Center                               |
| 22 de março, 2010     | Saint Paul       | Estados Unidos   | Xcel Energy Center                       |
| 24 de março, 2010     | Kansas City      | Estados Unidos   | Sprint Center                            |
| 25 de março, 2010     | Des Moines       | Estados Unidos   | Wells Fargo Arena                        |
| 27 de março, 2010     | Denver           | Estados Unidos   | Pepsi Center                             |
| 29 de março, 2010     | Los Angeles      | Estados Unidos   | Staples Center                           |
| 30 de março, 2010     | Los Angeles      | Estados Unidos   | Staples Center                           |
| 31 de março, 2010     | Glendale         | Estados Unidos   | Jobing.com Arena                         |
| 2 de abril, 2010      | San Jose         | Estados Unidos   | HP Pavilion                              |
| 3 de abril, 2010      | San Diego        | Estados Unidos   | San Diego Sports Arena                   |
| 7 de abril, 2010      | Sacramento       | Estados Unidos   | ARCO Arena                               |
| 10 de março, 2010     | Tacoma           | Estados Unidos   | Tacoma Dome                              |
| 11 de março, 2010     | Vancouver        | Canadá           | General Motors Place                     |
| Europa                |                  |                  |                                          |
| 1 de maio, 2010       | Dublin           | Irlanda          | The O2                                   |
| 2 de maio, 2010       | Dublin           | Irlanda          | The O2                                   |
| 5 de maio, 2010       | Londres          | Reino Unido      | The O2 Arena                             |
| 6 de maio, 2010       | Londres          | Reino Unido      | The O2 Arena                             |
| 8 de maio, 2010       | Birmingham       | Reino Unido      | LG Arena                                 |
| 11 de maio, 2010      | Zurique          | Suíça            | Hallenstadion                            |
| 12 de maio, 2010      | Milão            | Itália           | Mediolanum Forum                         |
| 15 de maio, 2010      | Berlin           | Alemanha         | O2 World                                 |
| 16 de maio, 2010      | Prague           | República Tcheca | O2 Arena                                 |
| 19 de maio, 2010      | Antwerp          | Bélgica          | Sportpaleis Antwerp                      |
| 20 de maio, 2010      | Paris            | França           | Palais Omnisports de Paris-Bercy         |
| 23 de maio, 2010      | Manchester       | Reino Unido      | MEN Arena                                |
| 24 de maio, 2010      | Manchester       | Reino Unido      | MEN Arena                                |
| 27 de maio, 2010      | Londres          | Reino Unido      | The O2 Arena                             |
| 28 de maio, 2010      | Londres          | Reino Unido      | The O2 Arena                             |
| 30 de maio, 2010      | Lisboa           | Portugal         | Estádio Nacional                         |
| 1 de junho, 2010      | Birmingham       | Reino Unido      | LG Arena                                 |
| 2 de junho, 2010      | Gdynia           | Polônia          | Base Aérea de Kosakowo[B]                |
| 4 de junho, 2010      | Paris            | França           | Palais Omnisports de Paris-Bercy         |
| 5 de junho, 2010      | Paris            | França           | Palais Omnisports de Paris-Bercy         |
| 2 de julho, 2010      | Arras            | França           | Citadelle d'Arras[C]                     |
| 3 de julho, 2010      | Barcelona        | Espanha          | Estádio Cornellá-El Prat                 |
| 5 de julho, 2010      | Veneza           | Itália           | Parque San Giuliano[D]                   |
| 7 de julho, 2010      | Atenas           | Grécia           | Terra Vibe Park[E]                       |
| 9 de julho, 2010      | Kinross          | Reino Unido      | Parque Balado[F]                         |
| 10 de julho, 2010     | Naas             | Irlanda          | Hipódromo de Punchestown[G]              |
| 12 de julho, 2010     | Werchter         | Bélgica          | Espaço Rock Werchter[H]                  |
| América do Norte      |                  |                  |                                          |
| 16 de julho, 2010     | Quebec           | Canadá           | Pradarias de Abraham[I]                  |
| 18 de julho, 2010     | Sarnia           | Canadá           | Parque Centenário[J]                     |
| 24 de julho, 2010     | Halifax          | Canadá           | Halifax Commons                          |
| 27 de julho, 2010     | Toronto          | Canadá           | Air Canada Centre                        |
| 28 de julho, 2010     | Toronto          | Canadá           | Air Canada Centre                        |
| 31 de julho, 2010     | Montreal         | Canadá           | Bell Centre                              |
| 1 de agosto, 2010     | Ottawa           | Canadá           | Scotiabank Place                         |
| 3 de agosto, 2010     | Boston           | Estados Unidos   | TD Garden                                |
| 4 de agosto, 2010     | Newark           | Estados Unidos   | Prudential Center                        |
| 6 de agosto, 2010     | Hartford         | Estados Unidos   | XL Center                                |
| 7 de agosto, 2010     | Atlantic City    | Estados Unidos   | Boardwalk Hall                           |
| 10 de agosto, 2010    | Baltimore        | Estados Unidos   | 1st Mariner Arena                        |
| 11 de agosto, 2010    | Buffalo          | Estados Unidos   | HSBC Arena                               |
| 13 de agosto, 2010    | Rosemont         | Estados Unidos   | Allstate Arena                           |
| 14 de agosto, 2010    | St. Louis        | Estados Unidos   | Scottrade Center                         |
| 18 de agosto, 2010    | Winnipeg         | Canadá           | MTS Centre                               |
| 20 de agosto, 2010    | Saskatoon        | Canadá           | Credit Union Centre                      |
| 22 de agosto, 2010    | Calgary          | Canadá           | Pengrowth Saddledome                     |
| 23 de agosto, 2010    | Edmonton         | Canadá           | Rexall Place                             |
| 30 de setembro, 2010  | Monterrey        | México           | Estádio Tecnológico                      |
| 2 de outubro, 2010    | Cidade do México | México           | Estádio Azteca                           |
| 4 de outubro, 2010    | Guadalajara      | México           | Estádio Trez de Marzo                    |
| América do Sul        |                  |                  |                                          |
| 15 de outubro, 2010   | Fortaleza        | Brasil           | Ceará Music[K]                           |
| 17 de outubro, 2010   | Recife           | Brasil           | Jockey Club de Pernambuco                |
| 19 de outubro, 2010   | Salvador         | Brasil           | Parque de Exposições de Salvador         |
| 22 de outubro, 2010   | Brasília         | Brasil           | Estacionamento do Estádio Mané Garrincha |
| 24 de outubro, 2010   | Rio de Janeiro   | Brasil           | Praça da Apoteose                        |
| 27 de outubro, 2010   | Belo Horizonte   | Brasil           | Mega Space                               |
| 30 de outubro, 2010   | Porto Alegre     | Brasil           | Estacionamento da Fiergs                 |
| 1 de novembro, 2010   | Florianópolis    | Brasil           | Estádio Orlando Scarpelli                |
| 4 de novembro, 2010   | São Paulo        | Brasil           | Estádio do Morumbi                       |
| 6 de novembro, 2010   | Buenos Aires     | Argentina        | GEBA Stadium                             |
| 11 de novembro, 2010  | Santiago         | Chile            | Estadio Bicentenario de La Florida       |
| 13 de novembro, 2010  | Lima             | Peru             | Estadio Monumental                       |

↑ A Esse concerto é parte do Houston Livestock Show and Rodeo
↑ B Esse concerto é parte do Heineken Open'er Festival
↑ C Esse concerto é partwe do Main Square Festival
↑ D Esse concerto é parte do Heineken Jammin Festival
↑ E Esse concerto é parte da Rockwave Festival
↑ F Esse concerto é parte da T in the Park
↑ G Esse concerto é parte do Oxegen Festival
↑ H Esse concerto é parte do Rock Werchter
↑ I Esse concerto é parte do Festival d'été de Québec
↑ J Esse concerto é parte do Sarnia Bayfest
↑ K Esse concerto é parte do Ceará Music Festival

## Gravações
- DVD

O DVD foi gravado em 3D, no show acontecido no Staples Center, em Los Angeles.
- Boom Boom Pow

No dia 27 de Fevereiro na cidade de Uncasville a performance de Boom Boom Pow foi gravada profissionalmente e postada no site DipDive.
- The Black Eyed Peas: The End World Tour Live BlackBerry

O site oficial declarou no dia 12 de Fevereiro: “NCM Fathom e AEG Live Team Up irão apresentar um show exclusivo com direito a bastidores em uma transmissão ao vivo para quase 500 cinemas dos Estados Unidos. O Black Eyed Peas está fazendo uma grande festa por todo o país com a The END World Tour e apresentado agora pela BlackBerry ® iram sacudir as telonas em um grande show em Los Angeles, que será transmitido para todo o país dia 30 de Março. A The Black Eyed Peas: The End World Tour Live BlackBerry contará ainda com cerca de 30 minutos exclusivos de bastidores e entrevistas com a banda.
- Where Is The Love?

Em todos os shows há uma parte de "Where Is The Love?", em que as luzes são apagadas e a plateia canta a música. Essa parte foi gravada em Atlanta, Miami, Tampa e em diversas cidades, inclusive todas as cidades nas quais eles passaram no Brasil, e estão postadas no DipDive.
- Will.i.am Freestyle

Os Freestyles de Will.i.am em Atlanta e Miami foram gravadas e postadas no DipDive.
- Don't Lie

No dia 1 de Maio, em Dublin, Don't Lie foi gravada profissionalmente e postada no DipDive
- Bastidores

O canal EPIX transmitiu no dia 15 de Maio, os bastidores do show em Los Angeles, no Staples Center. O documentário de 25 minutos conta com entrevistas dos produtores da turnê, dos próprios Peas e toda a equipe que trabalha nos bastidores da turnê.
- Videos Profissionais

O canal EPIX transmitiu no dia 15 de Maio, todo o show que aconteceu no Staples Center.

## Banda
- Printz Board: Teclado, trombeta e baixo
- George Pajon Jr.: Guitarra
- Tim Izo: Guitarra e trompete.
- Keith Harris: Bateria e teclado
- DJ PoetNameLife: DJ

## Equipe
- Diretor Criativo: Fátima Rodrigues
- Coreógrafa: Fátima Rodrigues
- Designer de Produção: Bruce Rodgers, LD Marc Brickman
- Engenharia: Tait Towers
- Gerente de Produção: Tim Miller
- Designer de Palco: Tribe, Inc.
- Designer de Produção: Bruce Rodgers
- Designer de Iluminação: Bruce Rodgers
- Designer de Efeitos: Bruce Rodgers
- Designer de Video: Gen2Media
- Designer de Lasers: Mark Grega e Ted Maccabee
- Diretores de Arte: Mai Sakai e Sean Dougall
- Coordenadora de Camarins: Erin Massuda
- Coordenador de Palco: Frank Fucile
- Coordenador de Figurinos: Chris Psaila
- Figurinos:
  - Peas: B. Arkelund, The Blondes, Walter Steiger, Marco Marco
  - Dançarinos: Marco Marco